# Tumasgiu Maria Alfonsi
Tumasgiu Maria Alfonsi (Moncale, 1863- 1947) fou un sacerdot i escriptor cors. El 1878 va entrar a l'Orde de Sant Domènec i fou professor de teologia i filosofia. Va publicar poemes a la revista A Muvra amb el pseudònim U Babbuziu.

## Obres
- Il dialetto corso nella parlata balanina
- Fiori di mucchiu